# اوم جی-سونگ
اوم جی-سونگ (انگلیسی: Eom Ji-sung؛ زادهٔ ۹ مهٔ ۲۰۰۲) بازیکن فوتبال اهل کره جنوبی است.
از باشگاه‌هایی که در آن بازی کرده است می‌توان به باشگاه فوتبال گوانگجو اشاره کرد.
وی همچنین در تیم‌های ملی فوتبال زیر ۱۷ سال کره جنوبی، زیر ۲۳ سال کره جنوبی، و کره جنوبی بازی کرده است.